# 第一次妖書案
第一次妖書案，此案是明朝萬曆年間的歷史案件，是妖書案的一部分，由於國本之爭引起的東林黨爭事件。

## 簡介
明神宗早年曾一度與身分低微的恭妃邂逅，生下皇長子常洛，但正宮王皇后無子，後鄭貴妃生子常洵；鄭妃甚得神宗寵愛，神宗有意立其子常洵為嗣。因為依照明代禮法，如無嫡子，應立長子，故此朝臣多次力爭早日冊立常洛為東宮皇太子，君臣為此僵持十數年。不久刑部侍郎呂坤撰《閨範圖說》，司礼监秉笔太监陳萬化將《閨範圖說》送入宮內，神宗賜給鄭貴妃。鄭貴妃意圖成名，又命人在《閨範圖說》中補充了十餘名古今后妃，其中包括自己，重新刊印。吏科給事中戴士衡看了此書，以為是呂坤在巴結鄭貴妃，上疏彈劾呂坤，但神宗不理會。
萬曆廿六年（1598年），有個化名「燕山朱東吉」（寓意：北京的朱家，東宮大吉）的人撰寫呂坤《閨範圖說》的後記《憂危竑議》，說明鄭貴妃欲使己子奪儲，也指責呂坤，又稱呂坤與鄭承恩、張養蒙、魏允貞等支持鄭貴妃奪儲，呂坤一怒之下辭官返鄉。鄭妃派的官吏，懷疑此書是出自吏科給事中戴士衡、全椒知縣樊玉衡之手，神宗怒謫戴士衡戍廉州，樊玉衡戍雷州。
御史趙之翰進言，認為大学士張位是主謀．皇帝罷免张位，與張位親近的礼部侍郎刘楚先、右都御史徐作免官，國子監祭酒刘应秋出京，给事中杨廷兰、礼部主事万建昆谪戍典史，是為“第一次妖書案”。

## 文章內容
《閨鑒圖說跋》標名《憂危竑議》。
東吉得《閨鑒圖說》，讀之嘆曰：「呂先生為此書也，雖無易儲之謀，不幸有其跡矣。一念之差，情固可原。」
或曰：「呂素講正學，稱曲謹，胡忍輒與逆謀？」
曰：「君知其一，未知其二。昔呂欲得銓部以行道，誠恐繡水捷足，勢迫無奈，遂諾鯫生之計，邀內禁之援，出門有功，詩書發塚，未嘗不出於正也。
或曰：「呂意廣風化，胡不將此書明進朝廷，頒行內外，乃奴顏戚畹，豈不失體？」
曰：「孔子，聖人也。佛肸應召、南子請見，志在行道，豈得為屈？」
或曰：「呂序中直擬繼述先朝母后，置太后中宮何地？且稱脫簪勸講，毋乃巧為媚乎？」
曰：「公言誤矣。曾見從古以來，有宮闈與見任大臣刻書者乎？破格之恩，良厚矣。恩厚則報，斯隆身為大臣，胡忍自處以薄？」
或曰：「序中又引先朝《女誡》、《女訓》，彼乃母后臨子，儒臣纂編，茲相比擬得毋不倫？」
曰：「尊稱不極，恐取信不篤，但求內教宏宣，又何計較及此？」
或曰：「古今賢貴妃多矣，胡圖說獨取漢明德一后？明德賢行多矣，胡圖說首載由貴人進位中宮？」
曰：「呂先生自辨精矣，明德無子，故以取之？若進中宮，偶然相類，彼誠何心哉？且彼時大內被災，中宮減膳，以妃進后，事機將成，呂乘此時進亦值其會耳！」
或曰：「五十寶鏹、四匹彩幣，十目所視，胡為而來？」
曰：「此賢妃敬賢之禮，卻之不恭，是當諒其心矣。」
或曰：「人謂呂因敗露難容，乃上憂危一疏，號泣朝門，無乃欲蓋彌彰。」
曰：「憂危一疏，人稱忠肝義膽，況此一副急淚，何可遽得？安得而少諸？」
或曰：「國本安危，寧諭太子。竊見憂危疏中，列天下事備矣，胡獨缺此？」
曰：「公何見之晚耶？夫人意有所專，則語有所忌。倘明奏冊立，將屬之誰？若歸此則前功盡棄，歸彼則後患自招，何若不言之愈也？」
或曰：「固矣。聞呂所進金龍命書，稱在長之命不過清淡藩王，稱在三之命異日太平天子。今內廷咸睹縮舌，是亦不可以已乎？」
曰：「管仲、魏徵天下才也，子糾、建成均號國裔，人各有見，子何責備太苛？」
或曰：「呂之為此，本謀銓部行道，今銓部不可得，司寇不能安，不終付浩嘆乎？」
曰：「有是哉，子之迂也！夫有非常之人，斯有非常之事。古今成則王，敗則盜者何限？豈宜以成敗論英雄哉！流芳遺臭，非凡庸卑鄙者能為？況事尚未定，策國元勛終有召起之日矣。」
或曰：「呂之為此，人皆薄之，子獨與之何也？」
曰：「子真井蛙見矣。當世名人若張公養蒙，劉公道亨，魏公允貞、鄭公承恩，鄧公光祚、洪公其道、程公紹、白公所知、薛公亨，皆稱呂所見極高，所舉極當，咸舉《春秋》大義，『子以母貴』之說，共建社稷奇勛。夫唐閹執命，天子門生，宋奸弄權，神器宵易，今盟約既定，羽翼已成，子韋布之士，豈知國家大計？宜從此三緘，無自取禍，可也。？予故曰：呂先生為此書，特其一念之差，情固可原也。或人不能難，唯唯而退，因援筆記之。」
燕山朱東吉頓首跋。

## 後續
數年後又爆發了第二次妖書案，有人寫了《續憂危竑議》一書，辱罵閣臣沈一貫與朱賡。沈一貫、蕭大亨等乘機牽連東林黨人郭正域、沈鯉等，後來由於太子朱常洛出面保全，授意司礼监秉笔太监陳萬化，廠衛於是只歸罪於一個嫌疑犯：生員皦生光，生光被凌遲處死。